# Rodric Braithwaite
Rodric Braithwaite (ur. 17 maja 1932 w Londynie) – brytyjski dyplomata i autor książek o tematyce historycznej.
Ukończył szkołę w Bedales. W latach 1951–1952 jako sierżant wojskowego wywiadu trafił na placówkę do Wiednia. Po zakończeniu zasadniczej służby wojskowej podjął studia na Christ’s College w Cambridge. Następnie wstąpił do korpusu dyplomatycznego. Pracował na placówkach w Dżakarcie, Warszawie, Moskwie, Rzymie, Brukseli i Waszyngtonie. W latach 1988–1992 był brytyjskim ambasadorem w Moskwie.

## Publikacje w języku angielskim
- Across the Moscow River. The World Turned Upside Down, Yale University Press, 2002.
- Moscow 1941. A City and Its People at War, Yale University Press, 2002
- Afgantsy. The Russians in Afghanistan, 1979–89, Oxford University Press, 2011.

## Publikacje w języku polskim
- Moskwa 1941. Największa bitwa II wojny światowej, Społeczny Instytut Wydawniczy Znak, 2008.
- Afgańcy. Ostatnia wojna imperium, Społeczny Instytut Wydawniczy Znak, 2012.